# Seznam poslanců Moravského zemského sněmu (1896–1902)
Toto je seznam poslanců Moravského zemského sněmu ve volebním období 1896–1902.
| Jméno                                      | Kurie               | Volební obvod                              | Strana                              | Poznámka                   |
| ------------------------------------------ | ------------------- | ------------------------------------------ | ----------------------------------- | -------------------------- |
| Auspitz Rudolf                             | obch. a živn. komor | brněnská komora                            | Německá ústavní strana              | Rezignoval na podzim 1900. |
| Baratta Richard                            | velkostatkářská     | II. sbor                                   | Ústavověrný velkostatkář            | Zvolen 29. 12. 1899.       |
| Bauer František Saleský                    | virilista           | brněnský biskup                            | nezávislý                           |                            |
| Bauer Viktor                               | velkostatkářská     | II. sbor                                   | Ústavověrný velkostatkář            |                            |
| Belcredi Ludvík Egbert                     | velkostatkářská     | I. sbor                                    | Konzervativní velkostatkář          |                            |
| Beneš František                            | venkovských obcí    | Tišnov                                     | Národní strana                      |                            |
| Blankenstein Jan                           | velkostatkářská     | II. sbor                                   | Středový velkostatkář               |                            |
| Brandhuber Karl                            | měst                | Olomouc, Nová Ulice                        | Německá ústavní strana              |                            |
| Bubela Karel                               | měst                | Holešov, Vsetín, Val. Meziříčí, Zlín       | Národní strana                      |                            |
| Důbrava František                          | venkovských obcí    | Uh. Brod, Val. Klobouky, Vizovice          | Katolická strana                    |                            |
| Dubský z Třebomyslic Adolf                 | velkostatkářská     | II. sbor                                   | Ústavověrný velkostatkář            |                            |
| Dubský z Třebomyslic Quido                 | velkostatkářská     | II. sbor                                   | Ústavověrný velkostatkář            |                            |
| d'Elvert Heinrich                          | měst                | Brno (II. okres)                           | Německá ústavní strana              |                            |
| Flemmich Ferdinand                         | měst                | Uničov, Rýmařov                            | Německá ústavní strana              |                            |
| Frankl Ludwig                              | velkostatkářská     | II. sbor                                   | Ústavověrný velkostatkář            |                            |
| Fux Hugo                                   | měst                | Nový Jičín, Štramberk                      | Německá ústavní strana              |                            |
| Gans Eduard                                | měst                | Dvorce, Libavá, Mor. Beroun, Budišov       | Německá lidová strana               | Zvolen 21. 11. 1899.       |
| Gomperz Julius                             | obch. a živn. komor | brněnská komora                            | Německá ústavní strana              |                            |
| Gomperz Philipp                            | velkostatkářská     | II. sbor                                   | Ústavověrný velkostatkář            |                            |
| Götz Leopold                               | měst                | Mikulov                                    | Německá ústavní strana              |                            |
| Haase Johann                               | měst                | Znojmo                                     | Německá ústavní strana              |                            |
| Hayek Paul                                 | měst                | Brno (IV. okres)                           | Německá ústavní strana              |                            |
| Heimrich Jan Nepomuk                       | venkovských obcí    | Nové Město, Žďár, Bystřice n. P.           | mladočeši                           |                            |
| Herberstein Jan Ludvík                     | velkostatkářská     | II. sbor                                   | Středový velkostatkář               | Zemřel 24. 8. 1902.        |
| Hofrichter Emil                            | měst                | Mor. Třebová, Svitavy                      | Německá lidová strana               |                            |
| Huber Hans                                 | velkostatkářská     | II. sbor                                   | Ústavověrný velkostatkář            |                            |
| Hulka Antonín                              | venkovských obcí    | Rožnov, Val. Meziříčí, Vsetín              | mladočeši                           |                            |
| Chlumecký Johann von                       | velkostatkářská     | II. sbor                                   | Ústavověrný velkostatkář            |                            |
| Jelinek Josef                              | měst                | Brno (III. okr.)                           | Německá ústavní strana              | Zvolen 30. 10. 1899.       |
| Jenison-Walworth Friedrich                 | velkostatkářská     | II. sbor                                   | Ústavověrný velkostatkář            |                            |
| Johanny Adalbert                           | měst                | Mor. Ostrava, Místek, Brušperk             | Německá ústavní strana              |                            |
| Kancnýř Bedřich                            | venkovských obcí    | Dačice, Jemnice                            | Národní strana                      |                            |
| Kelbl Jan                                  | venkovských obcí    | Židlochovice, Pohořelice                   | Národní strana                      |                            |
| Kinský Filip Arnošt                        | velkostatkářská     | II. sbor                                   | Ústavověrný velkostatkář            |                            |
| Klein v. Wisenberg Hubert                  | velkostatkářská     | II. sbor                                   | Ústavověrný velkostatkář            |                            |
| Kofránek Julius                            | měst                | Třebíč, Vel. Meziříčí, Stonařov            | Národní strana                      |                            |
| Kohn Theodor                               | virilista           | olomoucký arcibiskup                       | nezávislý                           |                            |
| Korčian Karel Benedikt                     | velkostatkářská     | I. sbor                                    | Konzervativní velkostatkář          |                            |
| Koudela Josef                              | venkovských obcí    | Brno venkov, Ivančice, Tišnov              | Národní strana                      |                            |
| Kübeck z Kübau Maxmilián                   | velkostatkářská     | II. sbor                                   | Ústavověrný velkostatkář            |                            |
| Kulp Vojtěch                               | měst                | Kroměříž                                   | Národní strana                      |                            |
| Lebloch Václav                             | venkovských obcí    | Hustopeče, Břeclav, Židlochovice           | mladočeši                           |                            |
| Lízal František                            | venkovských obcí    | Kroměříž, Zdounky                          | mladočeši                           | Zemřel 7. 10. 1900.        |
| Luksch Josef                               | venkovských obcí    | Mikulov, Mor. Krumlov                      | Německá ústavní strana              |                            |
| Manner Hugo                                | velkostatkářská     | II. sbor                                   | Ústavověrný velkostatkář            |                            |
| Merores Ludwig                             | měst                | Brno (III. okr.)                           | Německá ústavní strana              | Zemřel 21. 3. 1900.        |
| František Němec                            | venkovských obcí    | Mor. Budějovice, Hrotovice, Náměšť         | mladočeši                           |                            |
| Neunteufl Ferdinand                        | venkovských obcí    | Znojmo, Jaroslavice, Vranov nad Dyjí       | Křesťansko-sociální strana          |                            |
| Noha Emil                                  | měst                | Šternberk                                  | Německá ústavní strana              |                            |
| Parma Edvard                               | měst                | Příbor, Fulnek, Frenštát                   | mladočeši                           |                            |
| Pavlica Josef                              | venkovských obcí    | Uh. Hradiště, Uh. Ostroh, Strážnice        | Národní strana                      |                            |
| Perek Václav                               | venkovských obcí    | Prostějov, Plumlov                         | mladočeši                           |                            |
| Plachky Friedrich                          | měst                | Hranice, Lipník, Potštát                   | Německá ústavní strana              | Zvolen 16. 3. 1899.        |
| Podbrdský Josef                            | měst                | Dačice, Telč, Slavonice, Jemnice           | mladočeši                           |                            |
| Podstatzký-Thonsern z Prussinowitz Theodor | velkostatkářská     | II. sbor                                   | Středový velkostatkář               |                            |
| Pohl Wilhelm                               | měst                | Mohelnice, Úsov, Liovel, Loštice           | Německá ústavní strana              |                            |
| Pokorný Jan Vladimír                       | venkovských obcí    | Vyškov, Bučovice, Slavkov                  | mladočeši                           |                            |
| Popelak Friedrich                          | měst                | Jihlava                                    | Německá ústavní strana              |                            |
| Pospíšil Jan                               | venkovských obcí    | Třebíč, Vel. Meziříčí                      | mladočeši                           |                            |
| Pražák Otakar                              | měst                | Kyjov, Bučovice, Vyškov, Strážnice         | Národní strana                      |                            |
| Primavesi Robert                           | obch. a živn. komor | olomoucká komora                           | Německá ústavní strana              |                            |
| Promber Adolf                              | měst                | Hranice, Lipník, Potštát                   | Německá ústavní strana              | Zemřel 3. 2. 1899.         |
| Proskowetz Emanuel von                     | obch. a živn. komor | olomoucká komora                           | Německá ústavní strana              |                            |
| Přikryl Jan                                | venkovských obcí    | Kroměříž, Zdounky                          | mladočeši                           | Zvolen 4. 12. 1900.        |
| Raschendorfer Wilhelm                      | venkovských obcí    | Mohelnice, Zábřeh, Uničov                  | Německá ústavní strana              |                            |
| Richter Karel                              | venkovských obcí    | Dvorce, Libavá, Lipník, Hranice            | mladočeši                           |                            |
| Rohrer Rudolf                              | obch. a živn. komor | brněnská komora                            | Německá ústavní strana              |                            |
| Rozkošný Jan                               | venkovských obcí    | Kojetín, Přerov                            | Národní strana                      |                            |
| Rund Franz                                 | měst                | Mor. Krumlov, Ivančice, Mor. Budějovice    | Německá ústavní strana              |                            |
| Salm-Reifferscheidt Hugo Leopold           | velkostatkářská     | II. sbor                                   | Středový velkostatkář               |                            |
| Seidel Anton                               | venkovských obcí    | moravské enklávy ve Slezsku                | Německá ústavní strana              |                            |
| Seichert Ignác                             | měst                | Uh. Brod, Vizovice, Val. Klobouky          | mladočeši                           |                            |
| Serényi Otto                               | velkostatkářská     | I. sbor                                    | Konzervativní velkostatkář          |                            |
| Seydel Carl                                | velkostatkářská     | II. sbor                                   | Ústavověrný velkostatkář            |                            |
| Schleimayer Eduard                         | měst                | Hustopeče, Hodonín, Břeclav                | Německá ústavní strana              |                            |
| Schneider Johann                           | měst                | Dvorce, Libavá, Mor. Beroun, Budišov n. B. | Německá ústavní strana              | Rezignoval v září 1899.    |
| Schrötter Karel                            | velkostatkářská     | II. sbor                                   | Ústavověrný velkostatkář            |                            |
| Siegl Robert Gustav                        | obch. a živn. komor | olomoucká komora                           | Německá ústavní strana              |                            |
| Singer Friedrich                           | obch. a živn. komor | brněnská komora                            | Německá ústavní strana              | Zvolen 11. 10. 1900.       |
| Skála Edvard                               | měst                | Prostějov, Něm. Brodek                     | mladočeši                           |                            |
| Skene Alfred II.                           | velkostatkářská     | I. sbor                                    | Ústavověrný velkostatkář            |                            |
| Spiegel-Diesenberg Ferdinand August        | velkostatkářská     | I. sbor                                    | Konzervativní velkostatkář          |                            |
| Staffe Karl                                | venkovských obcí    | Nový Jičín, Fulnek                         | Německá ústavní strana              |                            |
| Stancl Josef                               | měst                | Uh. Hradiště, Uh. Ostroh, Bzenec, Veselí   | Národní strana                      |                            |
| Stillfried Rudolf                          | velkostatkářská     | II. sbor                                   | Konzervativní velkostatkář          |                            |
| Stojan Antonín Cyril                       | venkovských obcí    | Jihlava, Telč                              | Moravská křesťansko-sociální strana | Zvolen 4. 12. 1900.        |
| Stolberg-Stolberg Günther                  | velkostatkářská     | II. sbor                                   | Konzervativní velkostatkář          |                            |
| Stránský Adolf                             | měst                | Nové Město, Žďár, Vel. Meziříčí            | mladočeši                           |                            |
| Svozil Josef                               | venkovských obcí    | Litovel, Konice                            | mladočeši                           |                            |
| Sýkora Josef                               | venkovských obcí    | Místek, Mor. Ostrava, Frenštát             | Katolická strana                    |                            |
| Ševčík Vincenc                             | venkovských obcí    | Boskovice, Blansko, Kunštát                | Katolická strana                    |                            |
| Šílený Václav                              | měst                | Přerov, Kojetín, Tovačov, Hulín            | mladočeši                           |                            |
| Tersch Emil                                | velkostatkářská     | II. sbor                                   | Ústavověrný velkostatkář            |                            |
| Tersch Friedrich                           | měst                | Šumperk, Staré Město, Zábřeh, Šilperk      | Německá ústavní strana              |                            |
| Tuček Josef                                | venkovských obcí    | Jihlava, Telč                              | mladočeši                           | Zemřel 24. 7. 1900.        |
| Ulrich z Jornsdorfu Eduard                 | velkostatkářská     | II. sbor                                   | Ústavověrný velkostatkář            |                            |
| Vetter Felix                               | velkostatkářská     | II. sbor                                   | Středový velkostatkář               |                            |
| Vychodil Josef                             | venkovských obcí    | Olomouc                                    | mladočeši                           |                            |
| Vykoukal Josef                             | venkovských obcí    | Holešov, Bystřice p. H., Napajedla         | Národní strana                      |                            |
| Weber František                            | venkovských obcí    | Kyjov, Hodonín, Ždánice                    | Katolická strana                    |                            |
| Weigl Ferdinand                            | venkovských obcí    | Mor. Třebová, Svitavy, Jevíčko             | Německá ústavní strana              |                            |
| Widmann-Sedlnitzky Anton                   | velkostatkářská     | I. sbor                                    | Konzervativní velkostatkář          |                            |
| Wieser August                              | měst                | Brno (I. okres)                            | Německá ústavní strana              |                            |
| Zoebl Anton                                | venkovských obcí    | Šumperk, Vízenberk, Staré Město, Šilperk   | Německá ústavní strana              | Zemřel 25. 6. 1902.        |
| Zöllner Alois                              | venkovských obcí    | Šternberk, Rýmařov                         | Německá lidová strana               |                            |
| Žáček Jan                                  | měst                | Boskovice, Jevíčko, Konice                 | Národní strana                      |                            |
| Žerotín Karel Emanuel                      | velkostatkářská     | II. sbor                                   | Středový velkostatkář               |                            |